# Sarcophagus Point
Der Sarcophagus Point eine Landspitze bestehend aus Lavakliffs an der Westküste von Candlemas Island im Archipel der Südlichen Sandwichinseln. Sie liegt auf der südöstlichen Seite der Sea Serpent Cove und trennt den Medusa Pool beinahe vollständig vom offenen Meer.
Wissenschaftler der britischen Discovery Investigations benannten sie deskriptiv als The Sarcophagus (englisch für Der Sarkophag). Nach Vermessungen einer hydrographischen Einheit der Royal Navy mit der HMS Protector passte das UK Antarctic Place-Names Committee die Benennung 1974 an.